# Anomala sarmiensis
Anomala sarmiensis är en skalbaggsart som beskrevs av Carsten Zorn 2006. Anomala sarmiensis ingår i släktet Anomala och familjen Rutelidae. Inga underarter finns listade i Catalogue of Life.